# 번팅덤불쥐
번팅덤불쥐(Grammomys buntingi)는 쥐과에 속하는 설치류의 일종이다. 코트디부아르와 기니, 라이베리아, 세네갈, 시에라리온에서 발견된다. 자연 서식지는 아열대 또는 열대 기후 지역의 습윤 저지대 숲과 습윤 관목 지대이다.